# Лечебные грязи

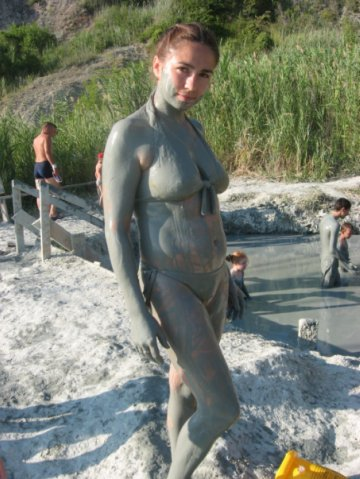
Девушка после принятия грязевой ванны с сероводородной глиной

Лече́бные гря́зи, пелоиды (от др.-греч. πηλός — «ил, грязь») — многокомпонентные природные смеси органических и минеральных веществ, эти коллоидные образования содержат биологически активные вещества и живые микроорганизмы.
Российский научный центр восстановительной медицины и курортологии Минздрава России определяет пелоиды как природные однородные смеси воды, минеральных и, как правило, органических веществ, которые обладают тонкодисперсной структурой и, в большинстве случаев, мазеподобной консистенцией, благодаря чему они могут применяться в нагретом состоянии в лечебных целях в виде ванн и местных аппликаций.
Грязевые ванны являются SPA-процедурой и снижают уровень стресса, они не имеют клинической эффективности и относятся к методам альтернативной медицины.

## История
В начале XIX века штаблекарь А. Н. Никитин опубликовал труд «О весеннем лечении болезней или Наставление, как весною лечиться травами, травяными соками, молоком, сывороткою, холодными и теплыми ваннами и минеральными и морскими водами», в котором в пятой главе (страницы 118–121) описал использование грязей солёного Сакского озера при лечении разных болезней.
Российский врач-бальнеолог Александр Александрович Лозинский провёл первые в России экспериментальные исследования в области бальнеологии, разработал теорию бальнеотоксического действия минеральных вод и лечение грязями.

## Образование
Лечебные грязи формируются в том числе микроорганизмами, в результате жизнедеятельности которых в грязь попадают биологически активные вещества: сероводород, липиды, каротиноиды,  ферменты оксидоредуктазы и гидролазы, витамины, гормоноподобные вещества.

## Типология

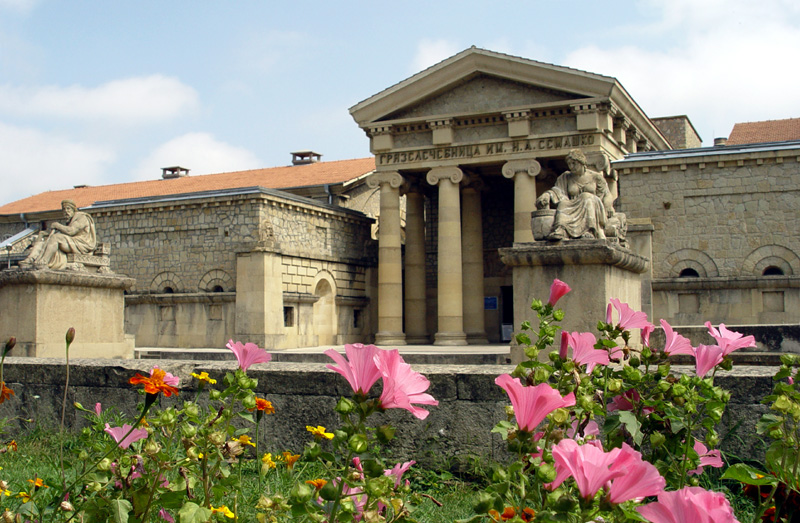
Грязелечебница им. Н. А. Семашко, г. Ессентуки (КМВ)

Классификация лечебных грязей по происхождению: сульфидно-иловые, сапропелевые, торфяные, сопочные.
По содержанию грязи подразделяются на органические (торфяные грязи и сапропели) и неорганические (сульфидные иловые и сопочные)[уточнить].
- Торфяные грязи образуются в заболоченной местности в результате неполного разложения растений в условиях недостатка кислорода, избыточной влажности и малым испарением. Основное бальнеологическое значение имеет степень разложения торфа — соотношение между количеством разложившихся и неразложившихся остатком. Для лечения используют торф со степенью разложение не ниже 40 %[7]. Торфяные грязи содержат много воды (90 % общей массы), органические вещества (гуминовые кислоты, аминокислоты, целлюлозу), сульфаты железа и алюминия, свободную серную кислоту[1].

- Сапропелевые грязи (от греч. Σαπρος «гнилой», греч. ρελος «ил, гниющий ил») — иловые донные отложения пресноводных материковых озёр (Берчикуль, Молтаево, Плахино, Угдан, Утиное). Это желеобразные, малопластичные среды с малым содержанием сульфидов (менее 0, 15 %), высокой массовой долей влаги (до 97 %) и низкой минерализацией, содержащие большое количество биологически активных веществ, гуминовых и фульвовых кислот, разнообразные микроэлементы (кобальт, магний, медь, цинк, бор, молибден, йод, бром), формирующие оптимальные условия для жизнедеятельности аутохтонной микрофлоры (13 групп микроорганизмов). Различные строения определяют цвет грязей — от коричневого до розового[1].

- Сульфидно-иловые грязи — иловые донные отложения, образующиеся в солёных водоёмах: морских заливах, лиманах, лагунах, солёных озёрах материкового и морского происхождения или озёрах с выходом подземных минеральных вод (озёра Большой и Малый Тамбукан, Большое и Малое Солёное, Тинаки, Эльтон, Репное, Хефиз). Представляют собой высокоминеральные неорганические соединения различного ионного состава с преобладанием сульфида железа — гидротроидлит [Fe (HS)2], составляющий до 0,5 % всей массы грязи и другие соли образующего их водоёма. Соли железа определяют тёмно-серый цвет сульфидной грязи[1].

- Сопочные грязи сформированы в нефтегазоносных районах (Таманский и Керченский полуострова, Южный Сахалин) в результате выдавливания газами и напорными водами глинистых пород через тектонические трещины. Представлены полужидкими, глинистыми образованиями серого цвета, содержат значительное число ионов брома (до 170 мг/л), йода (до 80 г/л), бора (100 мг/л) и гидрокарбонаты[1].

- Гидротермальные грязи находятся вне традиционной классификации. Формирующиеся в зонах активной вулканической деятельности (Камчатка, Курильские острова) геотермальные грязи содержат выщелаченные газопаровыми потоками минералы пород. Грязи фанго сформированы в результате оседания минеральных веществ на дне термальных источников (в России это Абано-Терме). Другие варианты гидротермальных грязей содержат продукты выветривания вулканических пород (каолин, глина) и искусственные пелоиды на основе природного сырья (глины, ила, торфов, минеральных вод)[1].

## Лечение грязями
Фанготерапия, грязелечение — метод санаторно-курортного лечения, при котором в качестве действующего вещества обычно используется глина. В глинах много соединений алюминия и других минеральных веществ, однако кожа препятствует проникновению веществ внутрь организма, и вещества из состава грязей не могут воздействовать на внутренние органы.
Пелоидотерапия — лечебное применение грязей, которые оказывают термическое, механическое, химическое и биологическое воздействие на кожу пациента.
В грязелечении чаще всего применяются аппликации и полостные воздействия, а грязевые ванны используются редко.
Грязелечение, как и другие варианты бальнеотерапии, не имеют доказательств эффективности. Грязелечение представляет собой SPA-процедуру и, как SPA-процедуры в целом, может лишь снизить уровень стресса, уменьшая уровень гормона кортизола.
Лечение грязями можно использовать только как дополнение к основной терапии при отдельных заболеваниях:
- для улучшения настроения пациентов, прогревания и отшелушивания повреждённых клеток кожи при некоторых дерматологических заболеваниях с учётом множества противопоказаний;
- для улучшения настроения пациентов и снижения боли при остеоартрозе, хотя о снижении боли мало научных доказательств, и в клинических рекомендацих лечения остеоартроза грязелечение отсутствует.

Грязелечение не даёт эффекта ни при ревматоидном артрите, ни при хронической венозной недостаточности, а об эффектах метода при других заболеваниях нет данных.